# 米特策爾堡貝克河
53°41′53.66″N 14°16′2.59″E / 53.6982389°N 14.2673861°E
米特策爾堡貝克河（德語：Mützelburger Beeke），是中歐的河流，流經德國和波蘭接壤的邊境，河道全長6.1公里，流域面積21.3平方公里，該河流發源自大米策爾堡湖。